# جيم هيلير
جيم هيلير هو سياسي كندي، ولد في 8 يوليو 1974 في ليثبريدج في كندا، وتوفي في 23 مارس 2016 في أوتاوا في كندا بسبب اعتلال عضلة القلب. نشط حزبياً في حزب المحافظين الكندي. وقد انتخب عضو مجلس العموم الكندي عن دائرة مدسين هات - كاردستون - وارنر ‏ وقد انضم خلال فترته النيابية ‏ ( – 23 مارس 2016) للكتلة البرلمانية حزب المحافظين الكندي.